# (19135) Takashionaka
(19135) Takashionaka es un asteroide perteneciente al cinturón de asteroides, región del sistema solar que se encuentra entre las órbitas de Marte y Júpiter.
Fue descubierto el 3 de diciembre de 1988 por Kin Endate y Kazuro Watanabe desde el observatorio de Kitami.

## Designación y nombre
Designado provisionalmente como 1988 XQ, fue nombrado en honor de  Takashi Onaka (n. 1952) quien es profesor de astronomía infrarroja en la Universidad de Tokio. Es conocido por su estudio integral del polvo interplanetario, circunestelar e interestelar basado en observaciones terrestres/espaciales, enfoques teóricos y experimentos de laboratorio.

## Características orbitales
Takashionaka está situado a una distancia media del Sol de 2,533 ua, pudiendo alejarse hasta 3,218 ua y acercarse hasta 1,848 ua. Su excentricidad es 0,270 y la inclinación orbital 9,692 grados. Emplea 1472,73 días en completar una órbita alrededor del Sol.

## Características físicas
La magnitud absoluta de Takashionaka es 14,65. Tiene 5,041 km de diámetro y su albedo se estima en 0,277. 